# 東隆宮溫府正修堂
東隆宮溫府正修堂，簡稱溫府正修堂，是位於臺灣屏東縣東港鎮東隆宮旁的廟宇，主祀溫府千歲，前身為東隆宮的附設鸞堂，1935年初自廟內遷出獨立運作，1937年開堂。

## 概要
清末至1934年以來，東隆宮在殿內右側開設鸞堂，作為東隆宮溫府千歲之「刑醫部」，一般稱之為「王爺公壇」。1935年，自廟內遷出獨立運作，借助於民宅設案扶鸞。1937年，眾鸞生向溫王請示重新命名堂號，於該年7月8日由葉府千歲降乩開堂稱曰「東隆宮溫府正修堂」，以溫府千歲為主神、葉府千歲為主堂神。1938年，該堂鸞生決議醵資購地置屋作為廟室興基之處，地點位於舊廟址、今之東隆宮王船廠。1966年正式立廟，兩年後舉行安龕大典。1986年，東隆宮廟埕右方建造圍牆阻隔住戶及溫府正修堂之門庭，正修堂鸞生組織重建委員會重新購地並遷移廟室。1991年，正修堂成立「溫府千歲御前聖將」，聘任李金龍指導兵器操演和陣法排練，1992年正科組織神將參與迎王祭典。1994年於現今廟址破土奠基，1996年落成竣工，為南方重簷式三門雙殿格局。

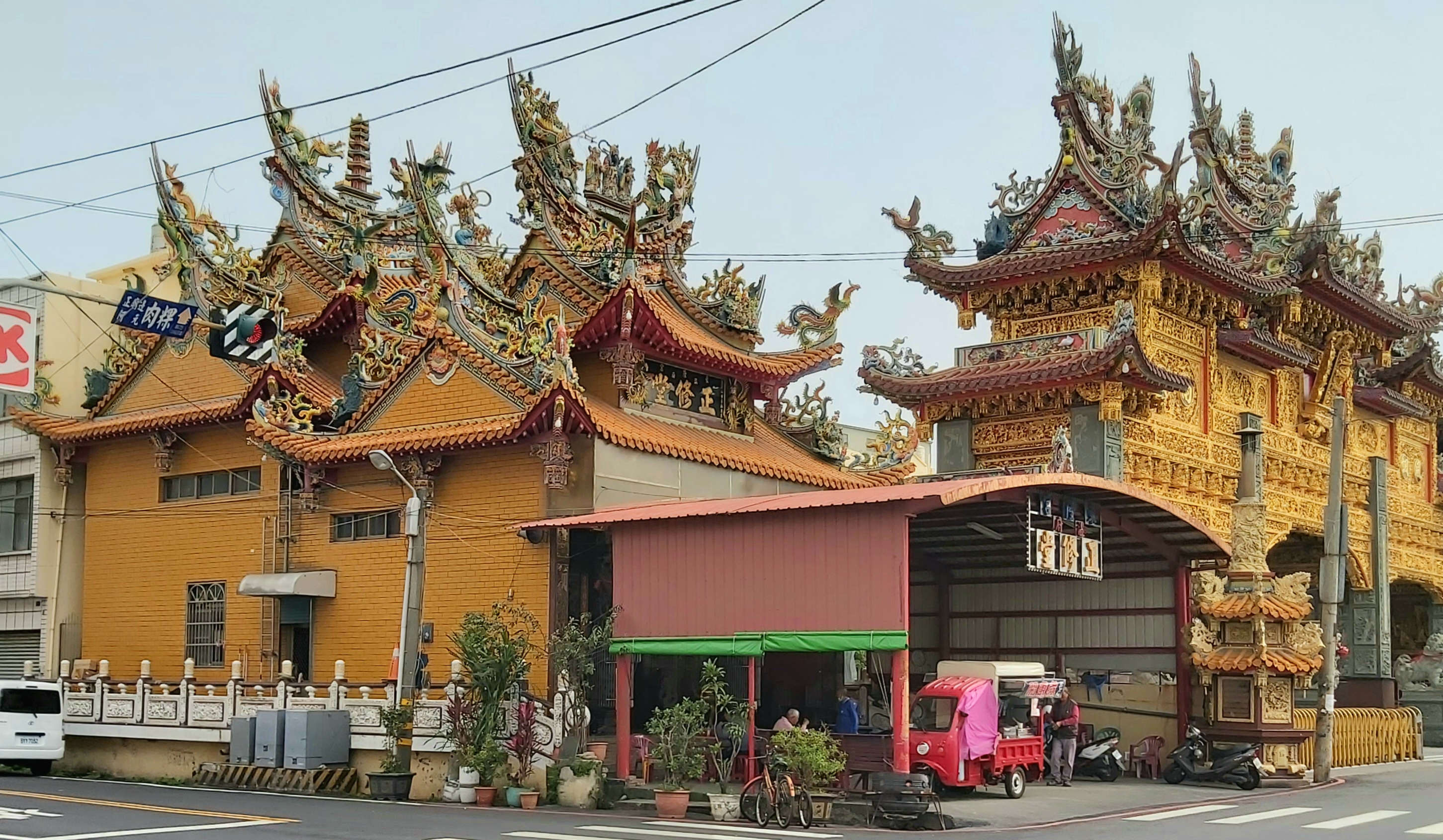
側面
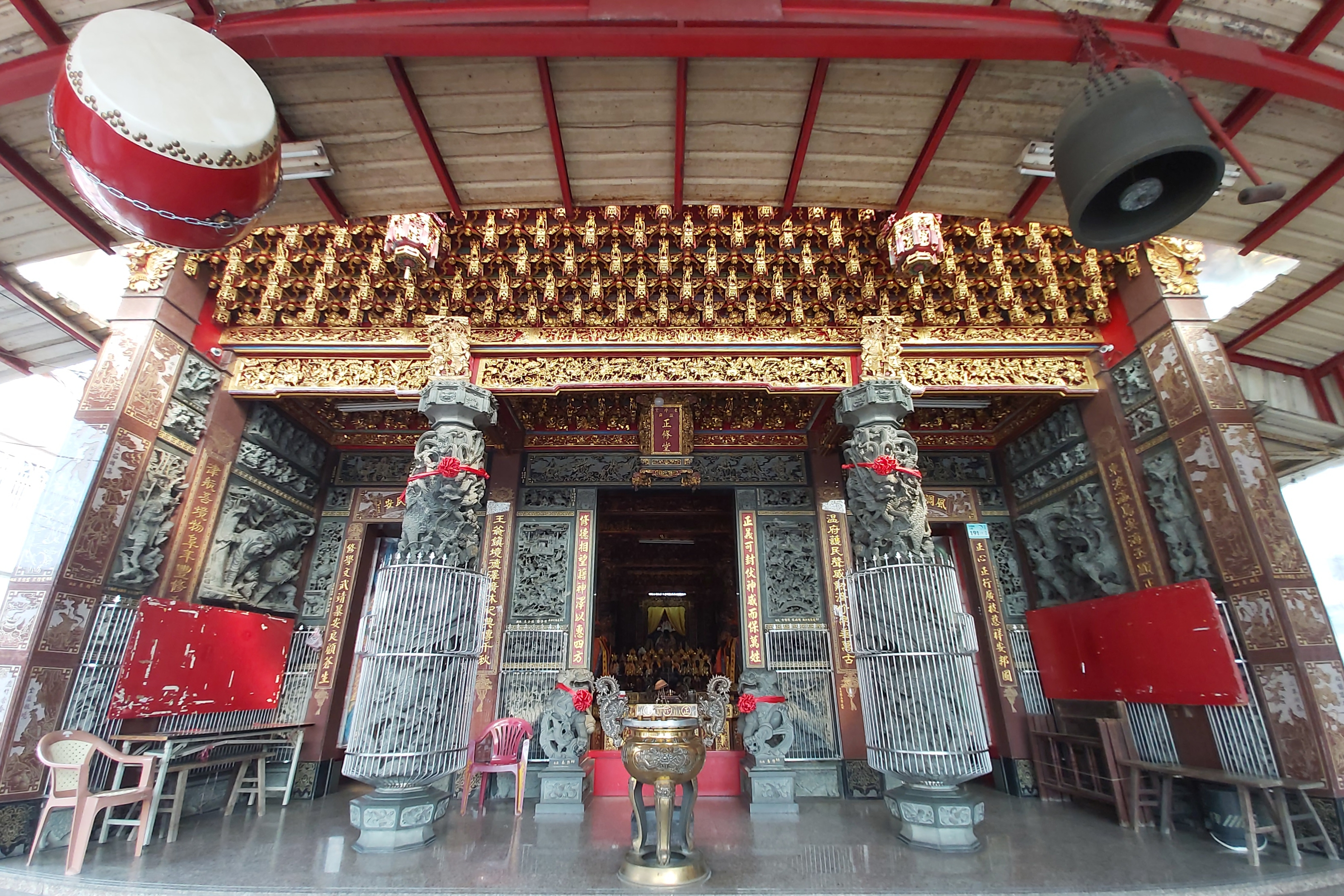
廟門
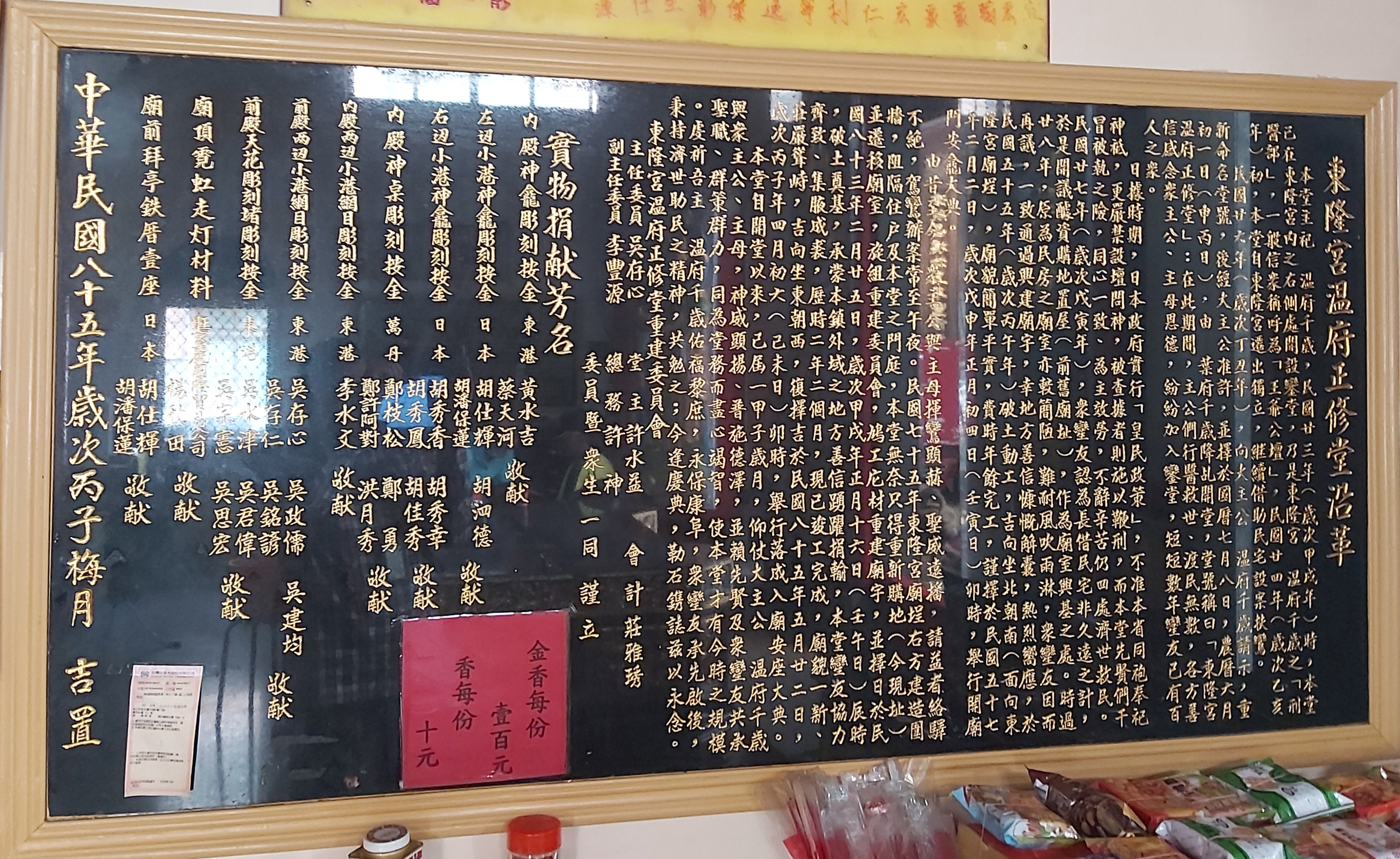
沿革

## 祀神

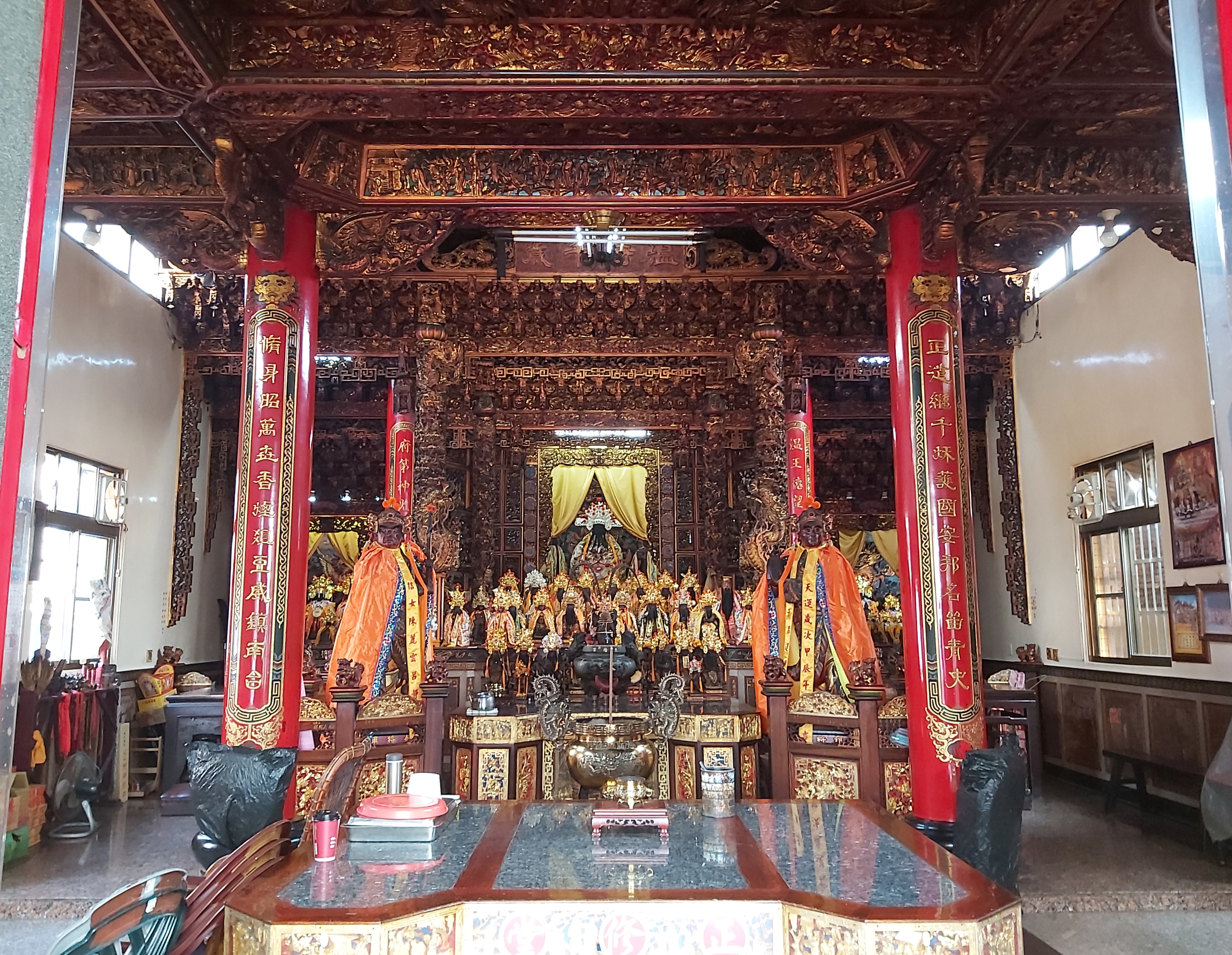
室內

正修堂正殿與東港東隆宮同樣主祀溫府千歲，陪祀葉府千歲、池府三千歲、溫府二千歲、三千歲、四千歲、五千歲、枉死城主黃大巡、海平關蔡府元帥、北海白蓮庵朱府千歲、天皇都劉主宰、馬元帥、康元帥、楊元帥、11位溫府千歲駕前聖將、先鋒官韓元帥、中壇元帥、印童、劍童及虎爺，左龕配祀金府娘娘、南門宮金府娘娘、婆姐二位，右龕配祀福德正神夫婦與五營兵馬。

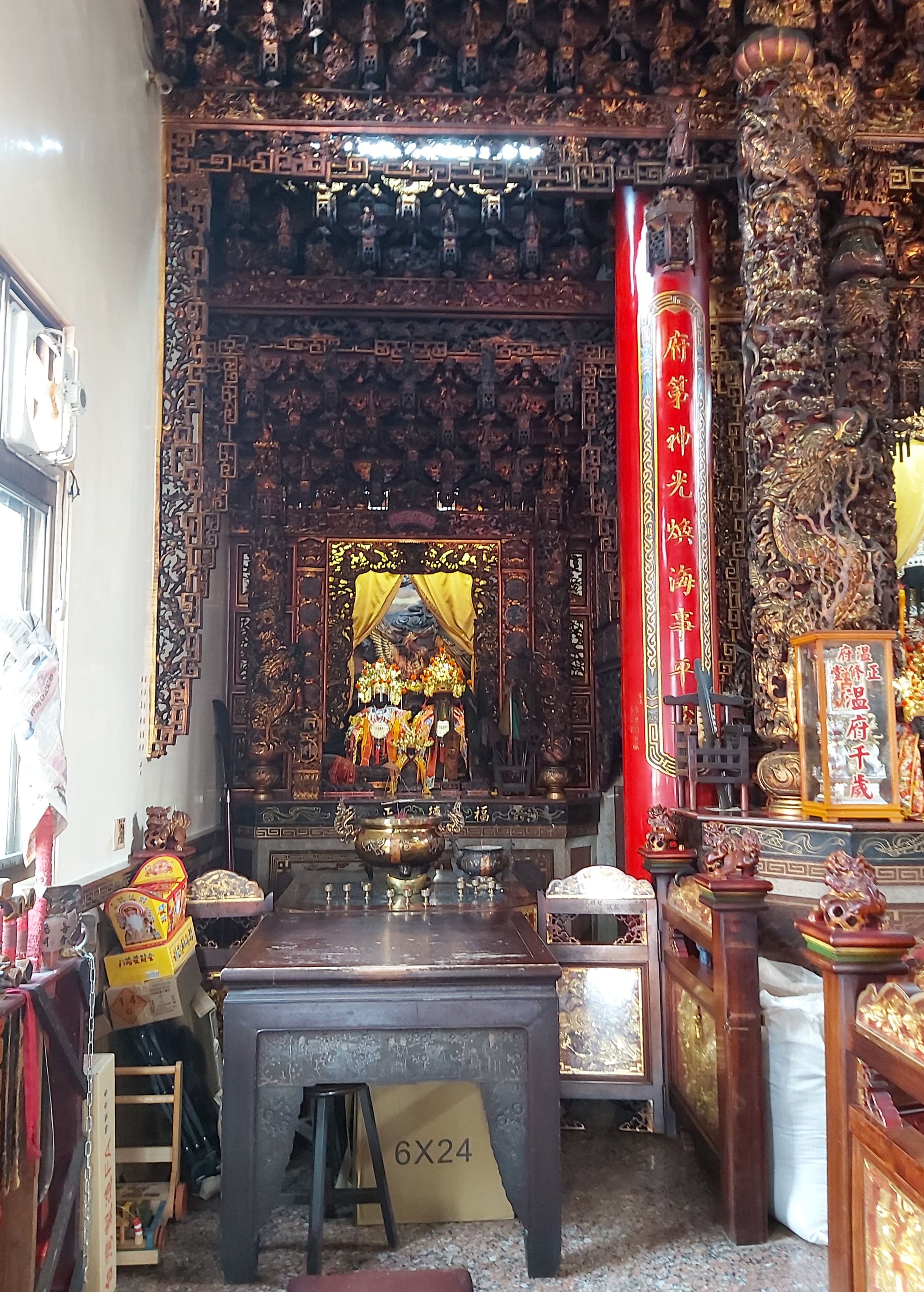
右龕
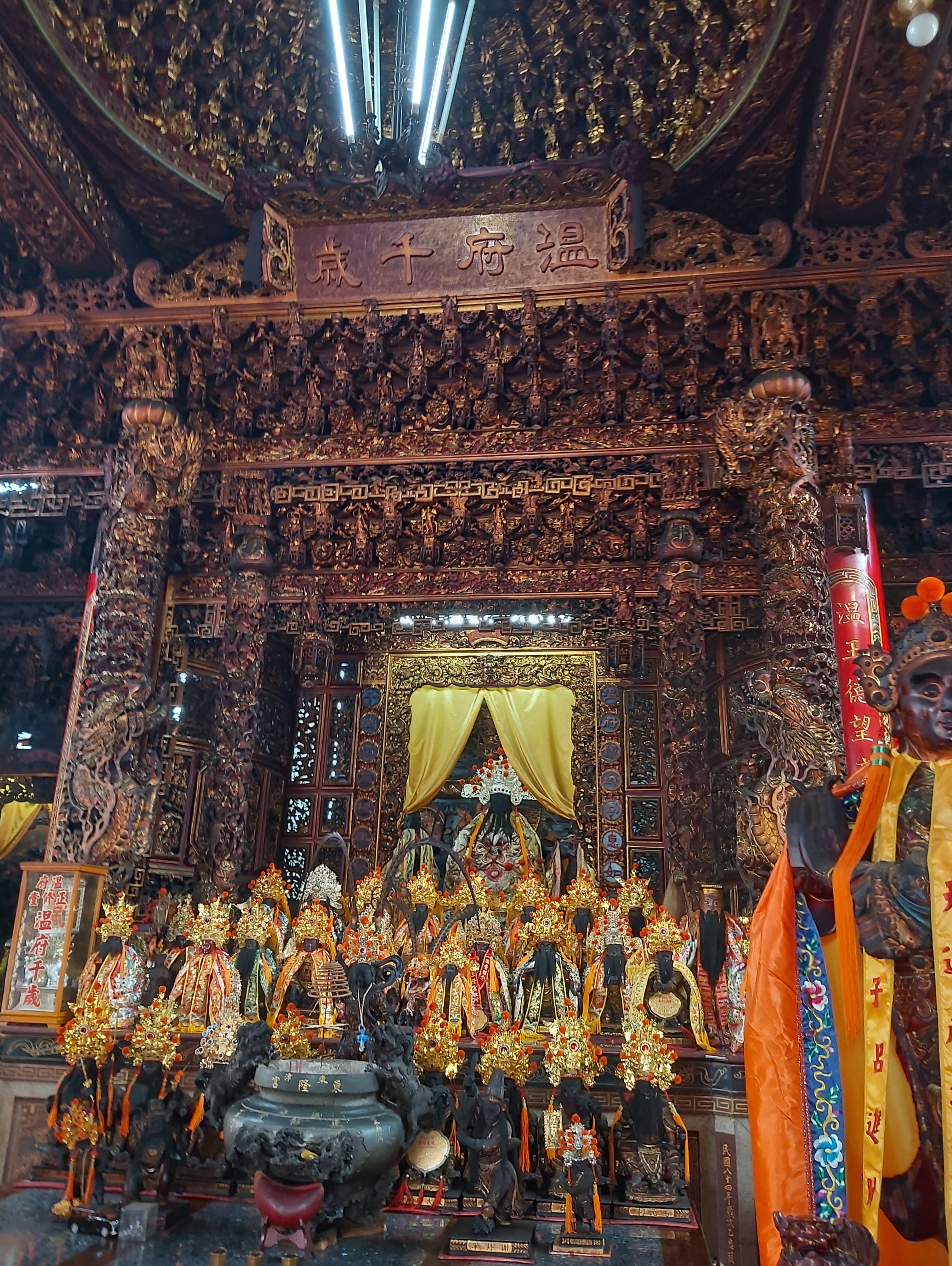
正龕
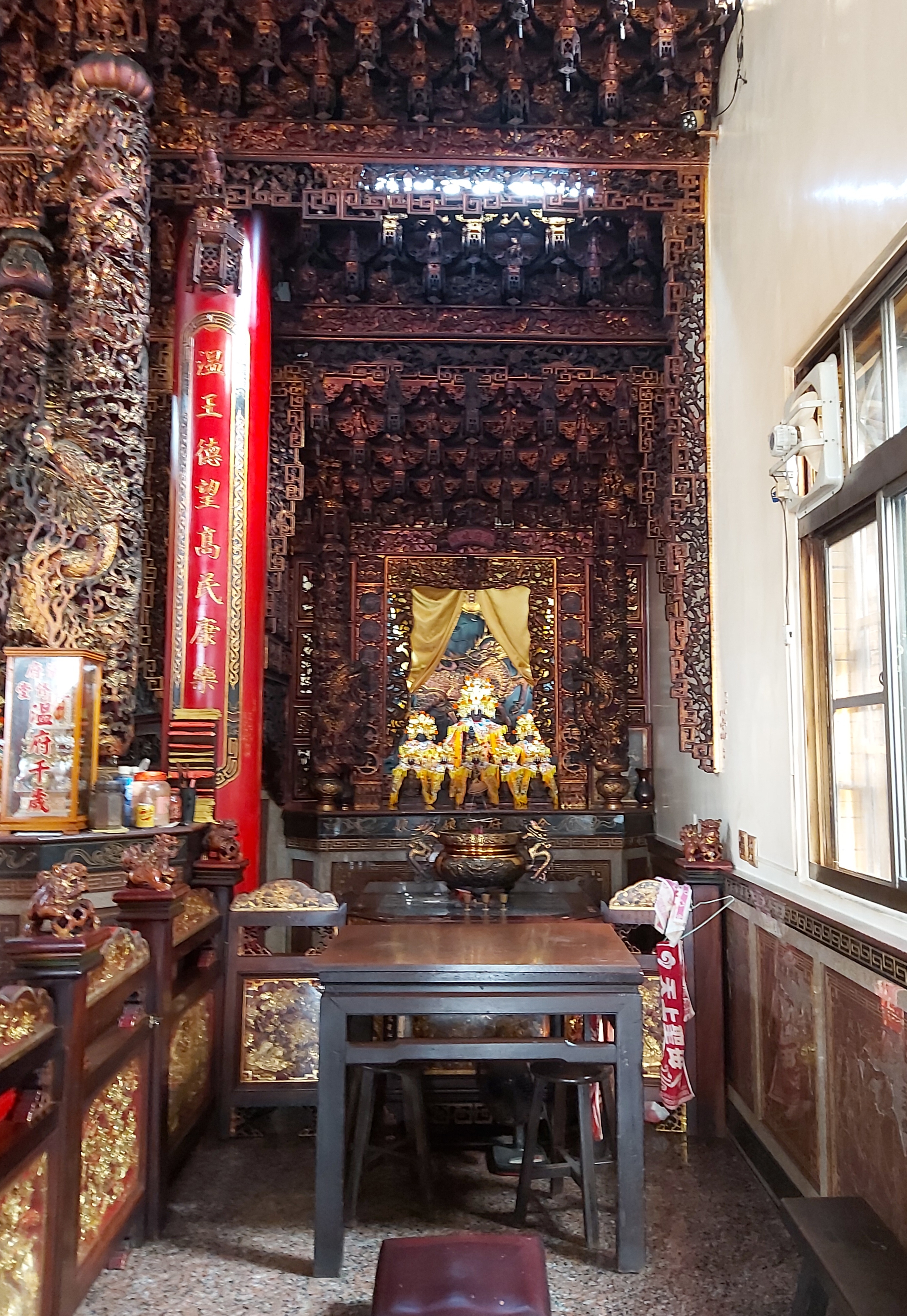
左龕

## 外部連結
- 東津東隆宮溫府正修堂的Facebook專頁
- 東隆宮溫府正修堂的Instagram帳戶
- 東港王爺公壇：屏東東港東隆宮溫府正修堂